# Erek King
Erek King es un personaje de ficción en la colección de libros Animorphs, de la autora K. A. Applegate.
Erek es un chee, androides construidos por la extinta especie de los pemalitas. Su primera aparición es en el libro 10: El androide, y a partir de ahí se involucra en varias misiones de los animorphs, si bien de manera indirecta, porque su programación le prohíbe la violencia física.
Posee la capacidad de generar hologramas con las imágenes que desee, puede infiltrarse en las filas de los yeerks sin ser detectado, lo cual le ayuda a conseguir información (ejemplos de esto pueden verse en los libros 15, 18, 20 y 25).
Al igual que los demás chee, finge ser un humano y actúa como tal. Su primer trabajo fue como obrero en la construcción de las pirámides de Egipto. Otros trabajos que ha tenido han sido criado de Beethoven y peluquero de Catalina la Grande, y sabemos que asistió a la primera representación de Hamlet.
- Datos: Q5385414